# Palazzo Poggi
Pour les articles homonymes, voir Poggi.
Le Palazzo Poggi est le nom d'un palais historique, situé au numéro 33, de la via Zamboni à Bologne.
Il est le siège de l'université ainsi que du rectorat.
Le palais accueille aussi les collections historiques de l'Institut des Sciences (Istituto delle Scienze).

## Historique
La conception du Palazzo Poggi a été attribuée à Bartolomeo Triachini (en). Il a été construit entre 1549 et 1560.
L'aspect actuel du palazzo Poggi, avec une grande cour carrée portiquée avec loggia et un grand escalier d'accès au piano nobile, est dû aux interventions effectuées au Cinquecento, par le cardinal Giovanni Poggi. Les décorations de peintures murales sont de Prospero Fontana, Pellegrino Tibaldi, Nicolò dell'Abbate, du Il Nosadella et d'Ercole Procaccini et réalisées selon un programme iconographique symbolique et naturaliste. Adjacente à la salle Hercule, au rez-de-chaussée, une salle est dédiée à Giosuè Carducci, où le poète donna des cours de langue et de littérature italienne durant 40 ans.

### L'Institut des sciences
Le palais devient, en 1711, le siège de l'Institut des sciences fondé par Luigi Ferdinando Marsili, et complété ensuite, en 1726, par l'observatoire astronomique (Museo della Specola di Bologna (it)) et de la bibliothèque, en 1744, selon les projets de Giuseppe Antonio Torri et de Carlo Francesco Dotti. Modèle dans l'Europe des Lumières et point de référence de l'Université de Bologne, l'Institut bénéficie aussi de la protection du pape bolonais Lambertini. Durant la période napoléonienne, le matériel scientifique de l'Institut est dispersé parmi les différentes facultés (anatomie, optique, chimie, géographie, science nautique, physique, astronomie) et ses collections historiques sont éparpillées dans plusieurs musées ainsi qu'au jardin botanique. Seule la bibliothèque marsiliana reste au palazzo Poggi pour former le premier noyau de la future bibliothèque universitaire, première bibliothèque publique de Bologne ouverte en 1756.
À la fin du XXe siècle, un projet culturel promu par l'Université permet de réintégrer et rassembler les collections, alors dispersées, dans leur siège historique.

## Les collections
- Histoire naturelle
  - Musée d'Ulisse Aldrovandi
  - Les collections Luigi Ferdinando Marsili
  - Le Museum diluvianum de l'Institut des Sciences
- Anatomie et obstétrique
  - L'école obstétrique
  - Les cires anatomiques d'Ercole Lelli
  - Les cires anatomiques de Giovanni Manzolini et Anna Morandi Manzolini.
  - La Venerina de Clemente Susini
- Physique et chimie
  - La lumière et l'optique
  - La physique électrique
- La salle de géographie
- L'architecture militaire
- La bibliothèque de l'Institut des Sciences
- La galerie des navires

## Photothèque

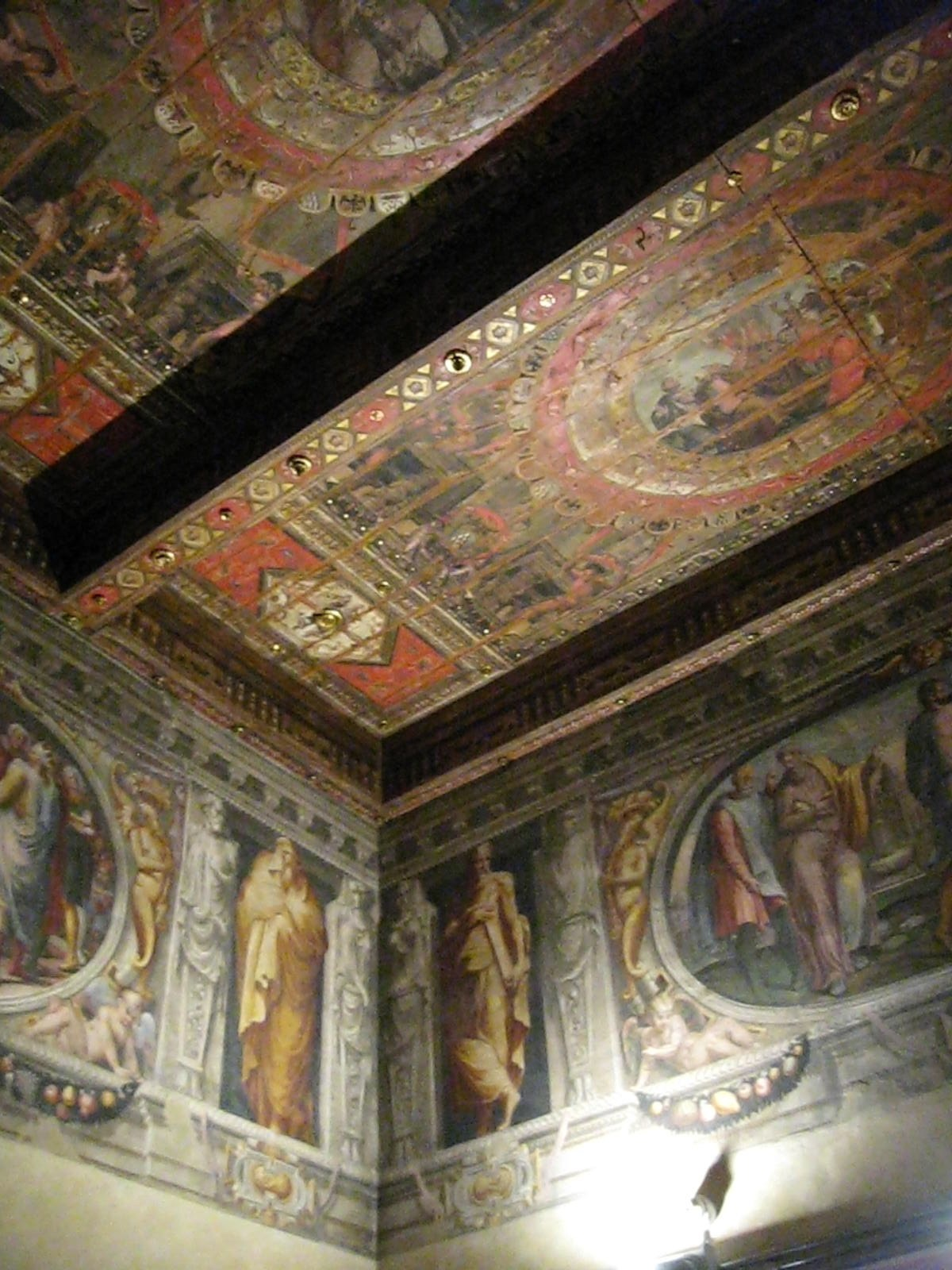
Peintures a fresco.
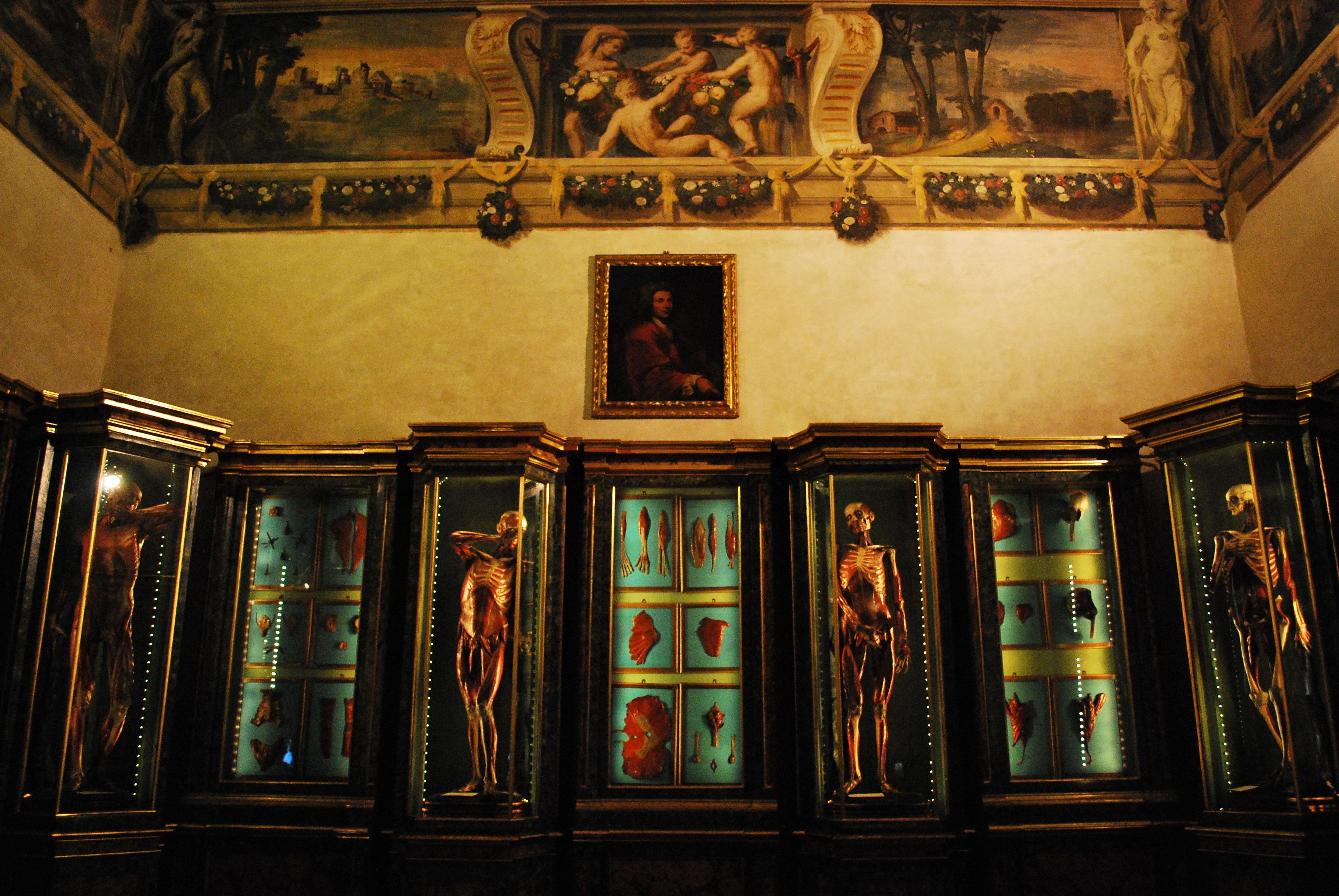
Salle anatomique du palais.
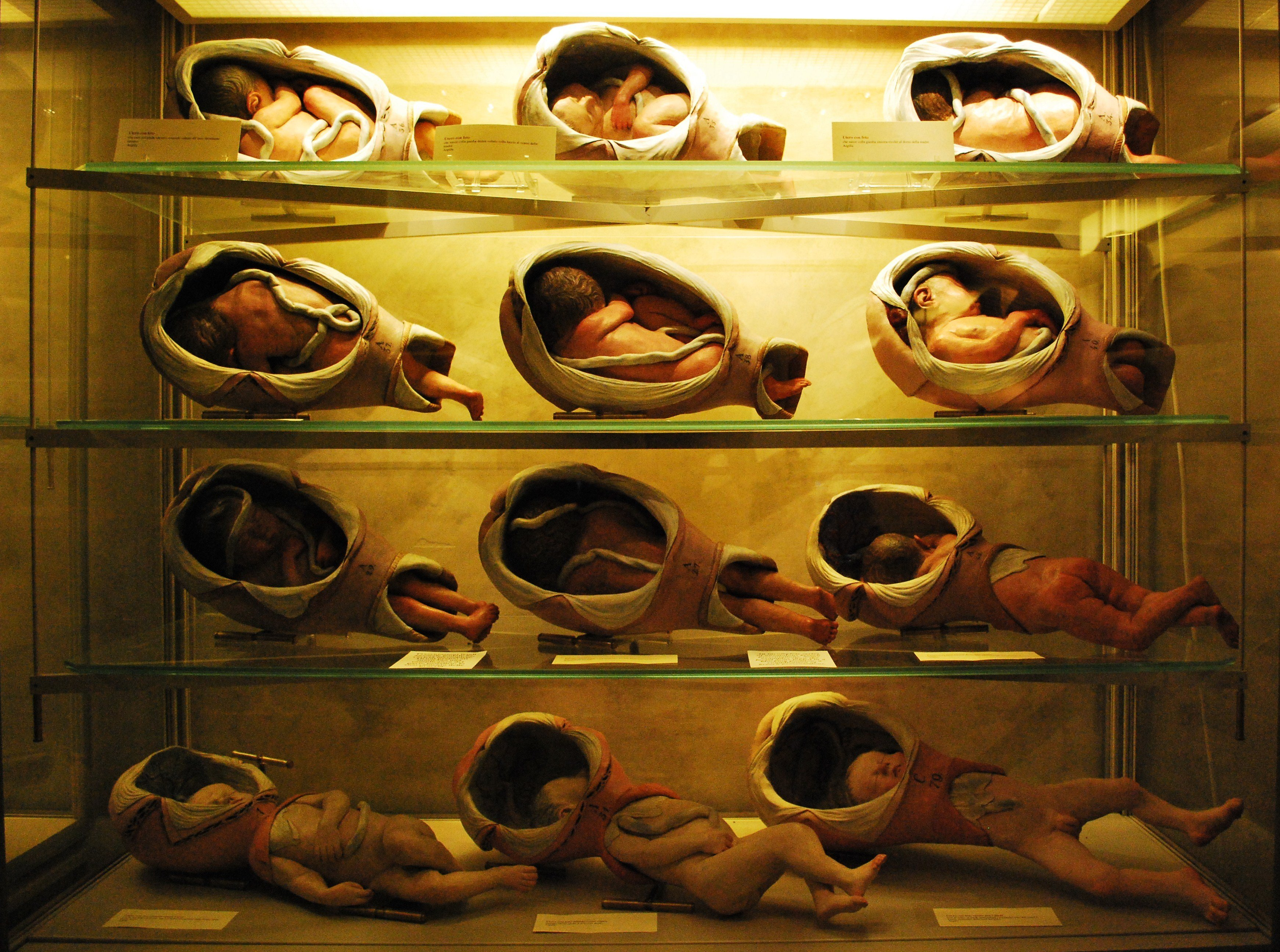
Modèle d'utérus en argile lors d'un accouchement.
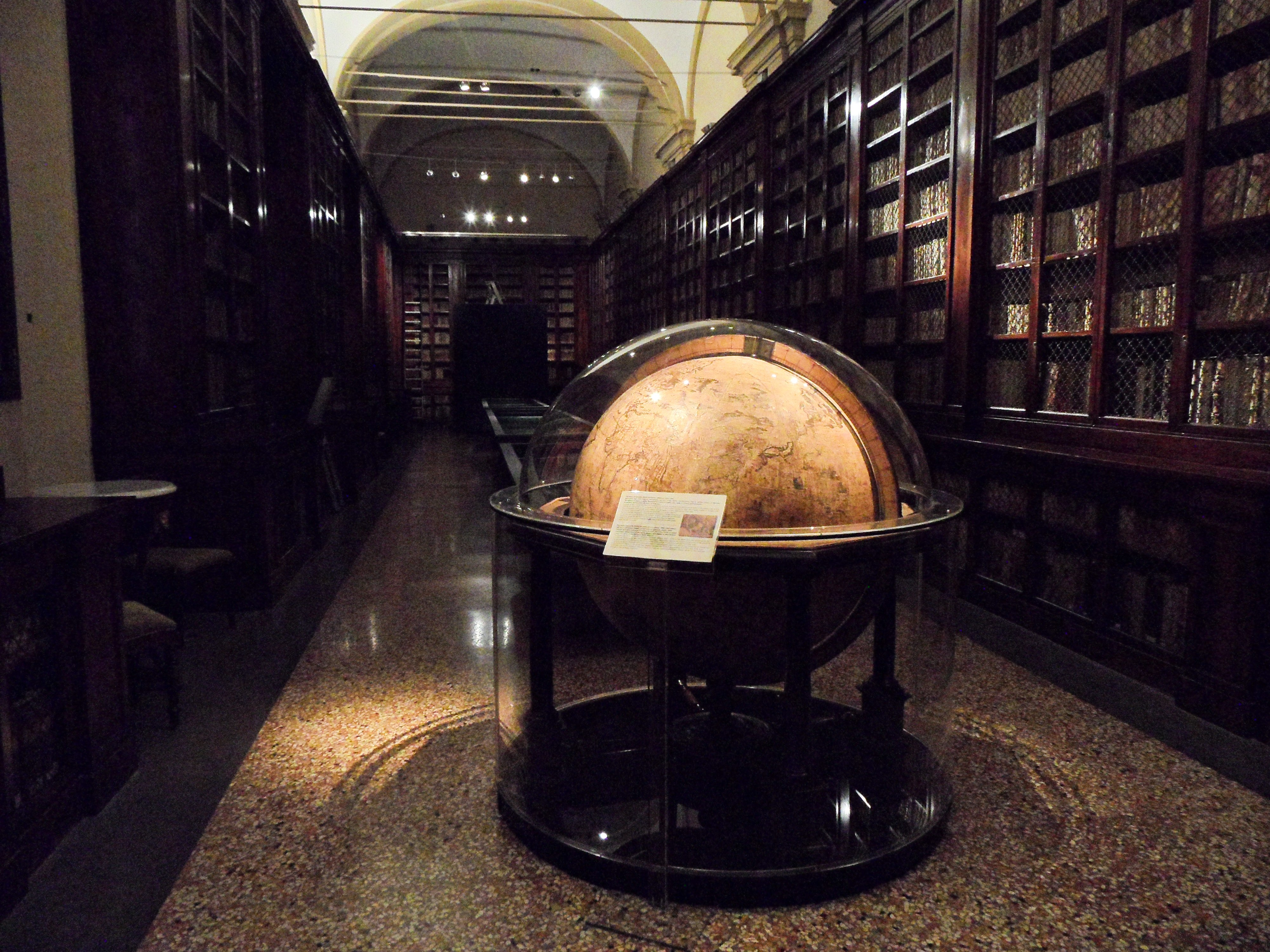
Ancienne salle de lecture, au premier plan, un globe terrestre du XVIIe siècle.
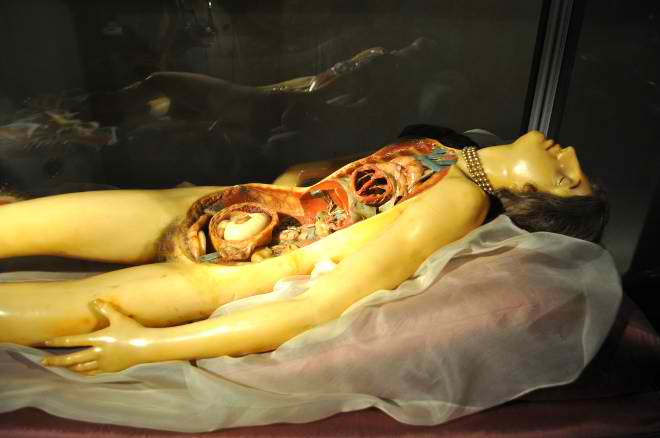
La Venerina (en cire d'abeille) de Clemente Susini.